# Javier Martín de Villa
Javier Martín de Villa  (* 23. August 1981 in Madrid) ist ein spanischer Skibergsteiger.

## Biografie
Martín begann 1998 mit dem Skibergsteigen. Mit der Teilnahme an der Trofeo Altos Pirineos bestritt im gleichen Jahr seinen ersten Wettkampf und ist seit 1998 auch Mitglied der spanischen Nationalmannschaft Skibergsteigen. Er ist Mitglied im internationalen Dynafit-Team.

## Erfolge
- 2001: 7. Platz der Junioren bei der Europameisterschaft Team (mit Arnau Anguera)

- 2002:
  - 8. Platz der Espoirs bei der Weltmeisterschaft Skibergsteigen
  - 8. Platz der Espoirs beim Spanien-Cup

- 2003:
  - 1. Platz der Espoirs beim Spanien-Cup
  - 1. Platz der Espoirs bei der Spanischen Meisterschaft
  - 3. Platz der Espoirs beim Spanien-Cup Team (mit Germán Cerezo)
  - 3. Platz der Espoirs beim Europacup Einzel

- 2004:
  - 1. Platz der Espoirs beim Spanien-Cup
  - 1. Platz der Espoirs bei der Spanischen Meisterschaft
  - 2. Platz der Espoirs bei der Weltmeisterschaft Einzel
  - 2. Platz bei der Spanischen Meisterschaft Einzel
  - 4. Platz bei der Weltmeisterschaft Skibergsteigen Staffel (mit Agustí Roc Amador, Dani León und Manuel Pérez Brunicardi)
  - 5. Platz beim Spanien-Cup
  - 10. Platz Weltmeisterschaft Vertical Race Seniorenwertung

- 2005:
  - 6. Platz bei der Europameisterschaft Skibergsteigen Staffel mit Manuel Pérez Brunicardi, Germán Cerezo Alonso und Fernando Navarro Aznar
  - 8. Platz beim Spanien-Cup
  - 10. Platz Weltcup Team (mit Manuel Pérez Brunicardi)

- 2006:
  - 4. Platz bei der Spanischen Meisterschaft Einzel
  - 6. Platz Weltmeisterschaft Skibergsteigen Staffel (mit Federico Galera Diéz, Manuel Pérez Brunicardi und Agustí Roc Amador)

- 2007:
  - 2. Platz bei der Andalusischen Meisterschaft Skibergsteigen Einzel
  - 4. Platz bei der Europameisterschaft Skibergsteigen Staffel (mit Agustí Roc Amador, Marc Solá Pastoret und Manuel Pérez Brunicardi)
  - 10. Platz bei der Europameisterschaft Vertical Race
  - 10. Platz bei der Europameisterschaft Skibergsteigen Einzel

- 2008:
  - 3. Platz Weltmeisterschaft Skibergsteigen Staffel (mit Kílian Jornet Burgadá, Marc Solá Pastoret, Manuel Pérez Brunicardi)
  - 5. Platz Weltmeisterschaft Skibergsteigen Team mit Jordi Bes Ginesta
  - 7. Platz Weltmeisterschaft Skibergsteigen Kombinationswertung